# Довгопільський Анатоль
Анатоль Довгопільський (псевдо: «Демо-Довгопільський»; 1 січня 1907, м. Санкт-Петербург, за іншими даними 13 січня 1907 на Волині — 15 жовтня 1943, м. Рівне) — керівник «Летючої естради» (мистецького рою Карпатської Січі), співробітник референтури пропаганди ПУН в Кракові, керівник українського театру в Рівному.

## Життєпис
Народився у сім'ї вихідців із Поділля. Батько працював директором банку за часів УНР.
У 1920-х роках навчався у Рівненській українській гімназії. Згодом переїхав до Варшави, де здобув фах режисера-балетмейстера, виступав у балеті Парнеллі.

### Керівник «Летючої бригади»Карпатської Січі
В період Карпатської України очолив мистецький відділ «Летюча естрада» у складі збройних сил автономії Карпатської Січі.
Окрім мистецтва, учасники бригади були вправними вояками, а Довгопільський визначним командиром, про що свідчать бої проти чехів у Хусті 14 березня 1939. Мистецький рій найдовше тримав оборону у зайнятому будинку, завдавши чехам втрат. Не зважаючи на серйозне поранення командира січовиків, кілька десятків чеських солдат, при підтримці кулеметів і танків не змогли зайняти будинок, навіть після закидання його газовими гранатами. Довгопільський з товаришами склав зброю лише за наказом заступника командира Карпатської Січі Івана Романа.

### Рівенський міський театр

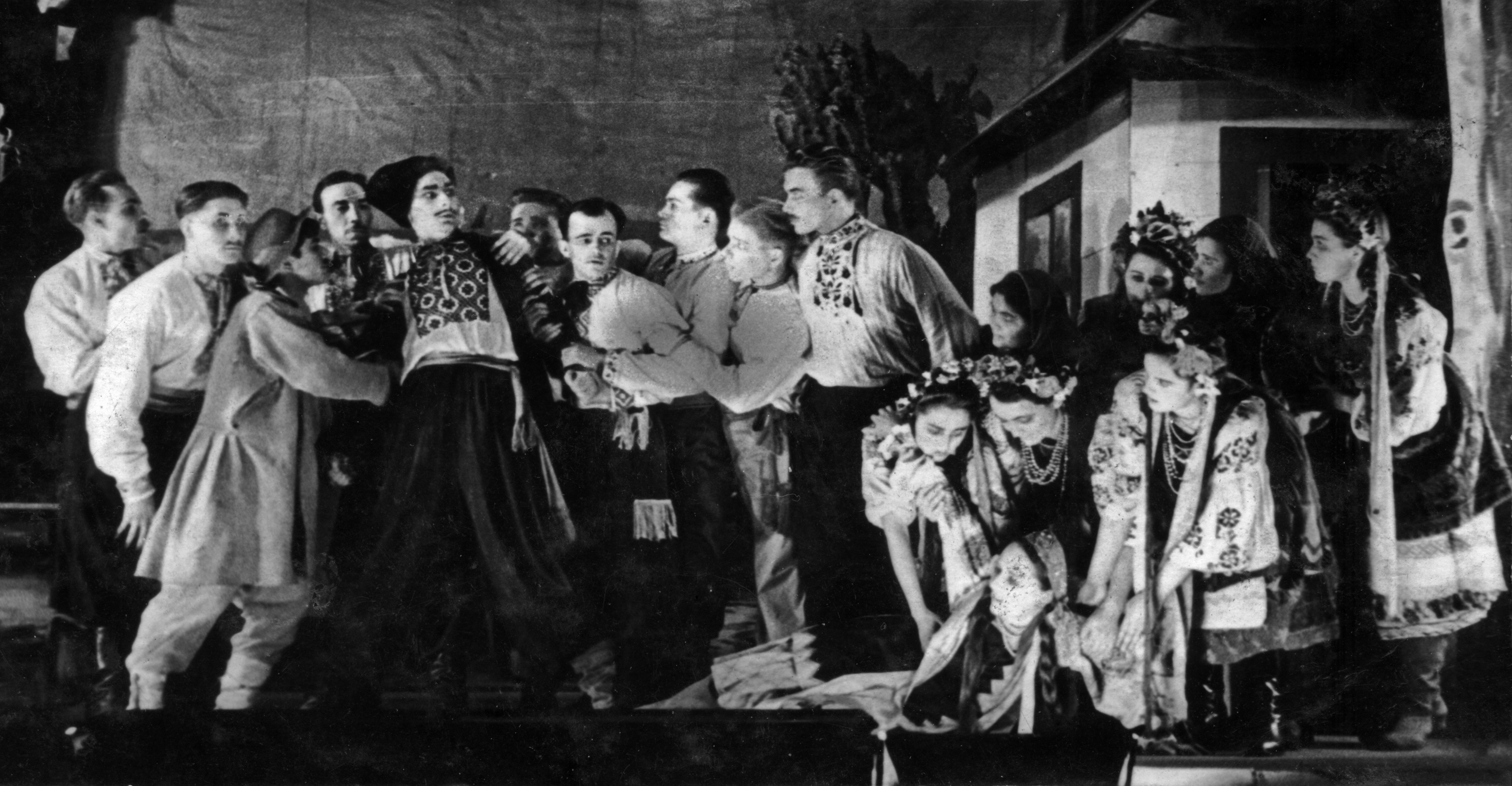
Театр в Рівному 1941-1942 рр. У центрі у шапці — Демо-Довгопільський.

У Рівне повернувся на початку війни з Кракова. У місті організував український театр та став його керівником. Виконував також функції балетмейстра, розробляв танцювальні номери до вистав, надав новий колорит українським танцям гопак, чумак, запорожець.
До складу театральної трупи входила частина акторів колишнього радянського театру, а також приїжджі актори та аматори. Мистецький рівень театру був дуже високим.
У вересні 1941 року театр здійснив першу виставу — «Мартин Боруля» Карпенка-Карого. Згодом були поставлені п'єси Котляревського, Кропивницького, Грінченка, Куліша, Шиллера («Мартин Боруля», «Сто тисяч», «Наталка Полтавка», «Дай серцю волю — заведе в неволю», «Ой не ходи, Грицю», «Інтриги і кохання» та ін.). Була також підготовлена вистава за повістю Демо-Довгопільського «Кохання верховин».
16 липня 1943 року німці Демо-Довгопільського заарештували і 15 жовтня 1943 року розстріляли.

## Твори
Творчим здобутком А. Демо-Довгопільського як письменника є чотири твори, об'єднані спільним заголовком «Відвічний націоналізм у народних легендах» (1941):
- «Прокляття за зраду (Волинська легенда)»,
- «Срібний дзвін (Закарпатська легенда)»,
- «Тризуб (Поліська легенда)»,
- «Бунтар (Гуцульська легенда)».